# Cornelio Cuevas
Cornelio Cuevas fue un futbolista mexicano. Cornelio, fue uno de los primeros representantes de la selección de fútbol de México, participando en los juegos amistosos de 1934. Vistió la camiseta de Club de Fútbol México. 